# Alagoas
Alagoas è uno stato del Brasile nel nord-est del paese, ha una superficie di 27.848 km² ed una popolazione stimata nel 2021 in 3.365.351 abitanti. Lo stato contiene l'1,5% della popolazione brasiliana e produce solo lo 0,75% del PIL brasiliano.

## Geografia fisica
Lo stato confina a nord con il Pernambuco, a ovest con lo stato di Bahia, a sud con il Sergipe ed a est è bagnato dall'Oceano Atlantico. Il fiume San Francisco segna il confine meridionale fino alla foce.
Lungo la costa vi sono barriere coralline e spiagge. Nell'immediato entroterra le colline costiere ricevono sufficienti piogge per la coltura della canna da zucchero che domina il paesaggio. Gli ultimi resti della Mata Atlântica, la foresta atlantica, sono sopravvissuti sulla cima delle colline. Dopo questa fascia collinosa inizia l'altopiano arido del Sertão che caratterista il Nord-est brasiliano. Il Sertão è dominato dalla caatinga, l'unico bioma brasiliano con una vegetazione spoglia per la maggior parte dell'anno e che si adatta al clima arido.
La massima elevazione dello Stato è la Pedra Talhada (875 m), seguita dalla Serra Santa Cruz che raggiunge gli 844 m.

## Economia
L'economia è prevalentemente agricola e si basa sulle grandi piantagioni di canna da zucchero e in misura minore sul tabacco. L'abbondanza di canna da zucchero ha permesso lo sviluppo delle industrie di distillazione. Altra attività industriale importante è rappresentata dall'estrazione di salgemma, petrolio e gas naturale.
L'industria chimica ha avuto uno sviluppo notevole quando nel 1979 è stato costruito il polo industriale di Tabuleiro alla periferia di Maceió.

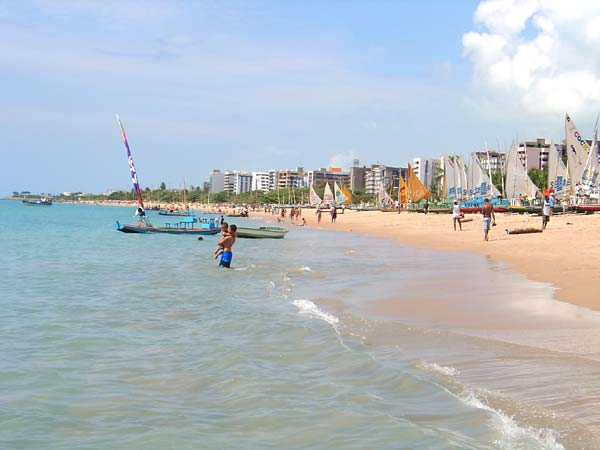
Praia de Pajuçara a Maceió

Il turismo ha scoperto negli ultimi venti anni le spiagge dell'Alagoas. Lo sviluppo portato dal turismo è evidente nell'espansione urbanistica di Maceió e in quella delle strutture ricettive di Maragogi, Japaratinga e Marechal Deodoro. Altra destinazione turistica è União dos Palmares dove nel XVII secolo fu organizzato dagli schiavi fuggiaschi il Quilombo dos Palmares.

## Geografia antropica

### Suddivisioni amministrative
Lo Stato è composto dalla capitale e da altri 101 comuni.
I comuni sono raggruppati in 13 microregioni, a loro volta raggruppate in 3 mesoregioni. Queste due entità sono state create dall'Instituto Brasileiro de Geografia e Estatística, l'istituto nazionale brasiliano di geografia e statistica, per soli fini statistici, pertanto non individuano entità politiche o amministrative.

#### Comuni
In base al numero di abitanti nel 2021 le principali città sono:
- Maceió - 1.031.597
- Arapiraca - 234.309
- Rio Largo - 75.662
- Palmeira dos Índios - 73.452
- União dos Palmares - 65.963
- Penedo - 64.005
- São Miguel dos Campos - 62.328